# Wapen van Nes (Heerenveen)

Wapen van Nes

Het wapen van Nes is het dorpswapen van het Nederlandse dorp Nes, in de Friese gemeente Heerenveen. Het wapen werd in 1986 geregistreerd.

## Beschrijving
De blazoenering van het wapen in het Fries luidt als volgt:
Yn sulver in swart krús, de fjouwer kertieren belein mei in read pompeblêd.
De Nederlandse vertaling luidt als volgt: 
In zilver een zwart kruis, de vier kwartieren belegd met een rood pompeblêd.
De heraldische kleuren zijn: zilver (zilver), sabel (zwart) en keel (rood).

## Symboliek
- Zwart kruis: ontleend aan het wapen van de Duitse Orde die te Nes een commanderij had.[2]
- Pompeblêden: wijzen erop dat deze commanderij een Friese vestiging was.[2]

Wapen van de Duitse Orde.

## Zie ook

Vlag van Nes